# Nenad Kljaić
Nenad Kljaić, hrvaški rokometaš, * 21. december 1966.
Leta 1996 je na poletnih olimpijskih igrah v Atlanti v sestavi hrvaške reprezentance osvojil zlato olimpijsko medaljo.